# Súlyemelés a 2014. évi nyári ifjúsági olimpiai játékokon
A 2014. évi nyári ifjúsági olimpiai játékokon a súlyemelés versenyeinek a Nanjing International Expo Center adott otthont augusztus 17. és 23. között. A fiúknál 6, a lányoknál 5 súlycsoportban rendeztek versenyeket.

## Naptár
Az időpontok helyi idő szerint (UTC+8) értendők.
| Dátum         | Időpont | Versenyszám  |
| ------------- | ------- | ------------ |
| Augusztus 17. | 14:30   | Lány, 48 kg  |
| Augusztus 17. | 18:00   | Fiú, 56 kg   |
| Augusztus 18. | 14:30   | Lány, 53 kg  |
| Augusztus 18. | 18:00   | Fiú, 62 kg   |
| Augusztus 19. | 14:30   | Lány, 58 kg  |
| Augusztus 19. | 18:00   | Fiú, 69 kg   |
| Augusztus 21. | 14:30   | Lány, 63 kg  |
| Augusztus 21. | 18:00   | Fiú, 77 kg   |
| Augusztus 22. | 14:30   | Lány, +63 kg |
| Augusztus 22. | 18:00   | Fiú, 85 kg   |
| Augusztus 23. | 18:00   | Fiú, +85 kg  |

## Éremtáblázat
(A táblázatokban a rendező ország eltérő háttérszínnel, az egyes számoszlopok legmagasabb értéke vastagítással kiemelve.)
| A 2014. évi nyári ifjúsági olimpiai játékok éremtáblázata súlyemelésben | A 2014. évi nyári ifjúsági olimpiai játékok éremtáblázata súlyemelésben | A 2014. évi nyári ifjúsági olimpiai játékok éremtáblázata súlyemelésben | A 2014. évi nyári ifjúsági olimpiai játékok éremtáblázata súlyemelésben | A 2014. évi nyári ifjúsági olimpiai játékok éremtáblázata súlyemelésben | Olimpia  |
| ----------------------------------------------------------------------- | ----------------------------------------------------------------------- | ----------------------------------------------------------------------- | ----------------------------------------------------------------------- | ----------------------------------------------------------------------- | -------- |
|                                                                         | Ország                                                                  | Arany                                                                   | Ezüst                                                                   | Bronz                                                                   | Összesen |
| 1.                                                                      | Thaiföld (THA)                                                          | 2                                                                       | 1                                                                       | 0                                                                       | 3        |
| 2.                                                                      | Kína (CHN)                                                              | 2                                                                       | 0                                                                       | 0                                                                       | 2        |
| 2.                                                                      | Örményország (ARM)                                                      | 2                                                                       | 0                                                                       | 0                                                                       | 2        |
| 4.                                                                      | Oroszország (RUS)                                                       | 1                                                                       | 3                                                                       | 0                                                                       | 4        |
| 5.                                                                      | Észak-Korea (PRK)                                                       | 1                                                                       | 2                                                                       | 0                                                                       | 3        |
| 6.                                                                      | Egyiptom (EGY)                                                          | 1                                                                       | 0                                                                       | 1                                                                       | 2        |
| 7.                                                                      | Bulgária (BUL)                                                          | 1                                                                       | 0                                                                       | 0                                                                       | 1        |
| 7.                                                                      | Tajvan (TPE)                                                            | 1                                                                       | 0                                                                       | 0                                                                       | 1        |
|                                                                         |                                                                         |                                                                         |                                                                         |                                                                         |          |
| 9.                                                                      | Üzbegisztán (UZB)                                                       | 0                                                                       | 1                                                                       | 1                                                                       | 2        |
| 10.                                                                     | India (IND)                                                             | 0                                                                       | 1                                                                       | 0                                                                       | 1        |
| 10.                                                                     | Mexikó (MEX)                                                            | 0                                                                       | 1                                                                       | 0                                                                       | 1        |
| 10.                                                                     | Szerbia (SRB)                                                           | 0                                                                       | 1                                                                       | 0                                                                       | 1        |
| 10.                                                                     | Vietnám (VIE)                                                           | 0                                                                       | 1                                                                       | 0                                                                       | 1        |
|                                                                         |                                                                         |                                                                         |                                                                         |                                                                         |          |
| 14.                                                                     | Kazahsztán (KAZ)                                                        | 0                                                                       | 0                                                                       | 2                                                                       | 2        |
| 15.                                                                     | Argentína (ARG)                                                         | 0                                                                       | 0                                                                       | 1                                                                       | 1        |
| 15.                                                                     | Franciaország (FRA)                                                     | 0                                                                       | 0                                                                       | 1                                                                       | 1        |
| 15.                                                                     | Lettország (LAT)                                                        | 0                                                                       | 0                                                                       | 1                                                                       | 1        |
| 15.                                                                     | Kolumbia (COL)                                                          | 0                                                                       | 0                                                                       | 1                                                                       | 1        |
| 15.                                                                     | Olaszország (ITA)                                                       | 0                                                                       | 0                                                                       | 1                                                                       | 1        |
| 15.                                                                     | Tunézia (TUN)                                                           | 0                                                                       | 0                                                                       | 1                                                                       | 1        |
| 15.                                                                     | Ukrajna (UKR)                                                           | 0                                                                       | 0                                                                       | 1                                                                       | 1        |
| Összesen                                                                | Összesen                                                                | 11                                                                      | 11                                                                      | 11                                                                      | 33       |

## Érmesek

### Fiú
| A 2014. évi nyári ifjúsági olimpiai játékok érmesei fiú súlyemelésben |                                            |                                       |                                                     |
| Versenyszám                                                           | Arany                                      | Ezüst                                 | Bronz                                               |
| 56 kg                                                                 | Meng Cheng · Kína (CHN)                    | Nguyen Tran Anh Tuan · Vietnám (VIE)  | Adkhamjon Ergashev · Üzbegisztán (UZB)              |
| 62 kg                                                                 | Pak Jongju · Észak-Korea (PRK)             | Sakda Meeboon · Thaiföld (THA)        | Mirko Zanni · Olaszország (ITA)                     |
| 69 kg                                                                 | Bozhidar Dimitrov Andreev · Bulgária (BUL) | Viacheslav Iarkin · Oroszország (RUS) | Andres Mauricio Caicedo Piedrahita · Kolumbia (COL) |
| 77 kg                                                                 | Hakob Mkrtchyan · Örményország (ARM)       | Venkat Rahul Ragala · India (IND)     | Zhaslan Kaliyev · Kazahsztán (KAZ)                  |
| 85 kg                                                                 | Khetag Khugaev · Oroszország (RUS)         | Farhodbek Sobirov · Üzbegisztán (UZB) | Mohamed Shosha · Egyiptom (EGY)                     |
| +85 kg                                                                | Simon Martirosyan · Örményország (ARM)     | Tamaš Kajdoči · Szerbia (SRB)         | Anthony Coullet · Franciaország (FRA)               |

### Lány
| A 2014. évi nyári ifjúsági olimpiai játékok érmesei lány súlyemelésben |                                         |                                           |                                      |
| Versenyszám                                                            | Arany                                   | Ezüst                                     | Bronz                                |
| 48 kg                                                                  | Jiang Huihua · Kína (CHN)               | Ri Songgum · Észak-Korea (PRK)            | Rebeka Koha · Lettország (LAT)       |
| 53 kg                                                                  | Rattanaphon Pakkaratha · Thaiföld (THA) | Jong Chun Hui · Észak-Korea (PRK)         | Nouha Landoulsi · Tunézia (TUN)      |
| 58 kg                                                                  | Chiang Nien-Hsin · Tajvan (TPE)         | Anastasiia Petrova · Oroszország (RUS)    | Sasha Nievas · Argentína (ARG)       |
| 63 kg                                                                  | Sara Ahmed · Egyiptom (EGY)             | Ana Duran Ayon · Mexikó (MEX)             | Sofiya Zenchenko · Ukrajna (UKR)     |
| +63 kg                                                                 | Dunganksorn Chaidee · Thaiföld (THA)    | Svetlana Shcherbakova · Oroszország (RUS) | Tatyana Kapustina · Kazahsztán (KAZ) |